# Lucius Terentius Serenus
Lucius Terentius Serenus war ein im 1. und 2. Jahrhundert n. Chr. lebender Angehöriger des römischen Ritterstandes (Eques).
Durch ein Militärdiplom, das auf den 5. Mai 102 datiert ist, ist belegt, dass Serenus 102 Kommandeur der Cohors II Gemina Ligurum et Corsorum war, die zu diesem Zeitpunkt in der Provinz Sardinia stationiert war.